# 鄭東
鄭東（？—？），字子元，號泉石，河南歸德府商丘縣人，民籍，明朝政治人物。同進士出身。

## 生平
嘉靖二十八年（1549年）己酉科河南鄉試第三十一名舉人。嘉靖三十二年（1553年）中式癸丑科會試第三百二十二名，三甲第四十八名進士。刑部观政，授顺天府良乡知县，调临邑县，卒。

## 家族
曾祖鄭宣；祖父鄭珏，監察御史；父鄭𨨞，母路氏。兄鄭南（生员）、弟鄭西。